# Hospital Cippoletti
El Hospital Zonal Cipolletti " Dr. Pedro Moguillansky", conocido comúnmente como Hospital Cipolletti, es un centro de salud pública ubicado en la ciudad de Cipolletti, dependiente del Ministerio de Salud de la Provincia de Río Negro, Argentina.
Siendo cabecera de la I Zona Sanitaria Oeste, atiende a un área de influencia de alrededor de 145000 personas en el norte de la provincia.

## Historia
En un principio, la salud pública en la ciudad era atendida en el antiguo Hospital de Área Programa Cipolletti (ubicado en Av. Fernández Oro 770), siendo un centro de salud general dependiente del Hospital Zonal General Roca.
El día 15 de octubre de 2005, el entonces gobernador Miguel Saiz inauguró el nuevo edificio, que se emplazó en un predio ubicado entre Av. Naciones Unidas y las calles Venezuela, Bowdler, y Arenales. Desde entonces, el hospital pasó a carácter "Zonal", ya que se lo dotó de infraestructura para crear nuevas áreas de especialidad.

## Área de Influencia
El Hospital Zonal Cipolletti es cabecera de la Zona Sanitaria I - Alto Valle Oeste (producto de la subdivisión de la Zona Sanitaria I - Alto Valle), y cubre un área de 10 144 km². Influye en 5 Hospitales de Área Programa, 23 C.A.P.s Nivel 2, y 9 C.A.P.s Nivel 1.